# Copa del Mundo de Rugby League
La Copa Mundial de Rugby League es el principal torneo internacional oficial de rugby league masculino a nivel de selecciones nacionales en el mundo.
Su organización está a cargo de la International Rugby League.

## Historia
La idea de un torneo de la Copa Mundial de la liga de rugby se planteó por primera vez en la década de 1930 con la propuesta francesa de celebrar un torneo en 1931, y nuevamente en 1951. La estructura, frecuencia y tamaño del torneo han variado significativamente a lo largo de su historia. Los ganadores reciben el Trofeo Paul Barrière, que lleva el nombre de Paul Barrière, presidente de la Liga Francesa de Rugby de los años 1940 y 1950.
Esta competición se celebró por primera vez en 1954 en Francia bajo la organización de la federación internacional de rugby league.
El seleccionado de Australia es la más exitosa en el torneo ostentando el récord de doce títulos.
Por su parte, el Gran Bretaña ganó en tres ocasiones (1954, 1960 y 1972), que ya no está presente en esta competición, dado que el país posee tres equipos: Inglaterra, Escocia y Gales, además Nueva Zelanda venció en 2008.
La edición de 2025 que se iba a disputar en Francia fue cancelada ya que el organizador desistió de su organización a causa de razones económicas.

## Resultados
| Edición | Sede                                           | Campeón           | Marcador          | Subcampeón        |
| ------- | ---------------------------------------------- | ----------------- | ----------------- | ----------------- |
| 1954    | Francia                                        | Gran Bretaña      | 16 - 12           | Francia           |
| 1957    | Australia                                      | Australia         | mini-campeonato   | Gran Bretaña      |
| 1960    | Inglaterra                                     | Gran Bretaña      | mini-campeonato   | Australia         |
| 1968    | Australia / Nueva Zelanda                      | Australia         | 20 - 2            | Francia           |
| 1970    | Inglaterra                                     | Australia         | 12 - 7            | Gran Bretaña      |
| 1972    | Francia                                        | Gran Bretaña      | 10 - 10           | Australia         |
| 1975    | En todo el mundo                               | Australia         | 25 - 0            | Inglaterra        |
| 1977    | Australia / Nueva Zelanda                      | Australia         | 13 - 12           | Gran Bretaña      |
| 1985/88 | En todo el mundo                               | Australia         | 25 - 12           | Nueva Zelanda     |
| 1989/92 | En todo el mundo                               | Australia         | 10 - 6            | Gran Bretaña      |
| 1995    | Reino Unido                                    | Australia         | 16 - 8            | Inglaterra        |
| 2000    | Reino Unido / Francia                          | Australia         | 40 - 12           | Nueva Zelanda     |
| 2008    | Australia                                      | Nueva Zelanda     | 34 - 20           | Australia         |
| 2013    | Inglaterra / Gales / Francia / Irlanda         | Australia         | 34 - 2            | Nueva Zelanda     |
| 2017    | Australia / Nueva Zelanda / Papúa Nueva Guinea | Australia         | 6 - 0             | Inglaterra        |
| 2021    | Inglaterra                                     | Australia         | 30 - 10           | Samoa             |
| 2025    | Francia                                        | Edición cancelada | Edición cancelada | Edición cancelada |
| 2026    | Australia                                      | A disputarse      | A disputarse      | A disputarse      |

## Posiciones
- Número de veces que las selecciones ocuparon cada posición en todas las ediciones.

| Equipo        | Campeón | 2.º puesto |
| ------------- | ------- | ---------- |
| Australia     | 12      | 3          |
| Gran Bretaña  | 3       | 4          |
| Nueva Zelanda | 1       | 3          |
| Inglaterra    |         | 3          |
| Francia       |         | 2          |
| Samoa         |         | 1          |